# Société préhistorique luxembourgeoise
La Société préhistorique luxembourgeoise (SPL) rassemble les personnes intéressées par la Préhistoire et la Protohistoire du Grand-Duché de Luxembourg et des régions environnantes. Son siège social est situé à Waldbillig, au Luxembourg.

## Historique
La SPL a été créée à Luxembourg le 11 juin 1979. Les membres fondateurs étaient : Germaine Geiben-Bianchy (Diekirch), Joseph Herr + (Diekirch), Marcel Lamesch + (Luxembourg-Ville), Jean Joseph (John. J.) Muller (Luxembourg-Ville), Liette Muller-Schneider (Luxembourg-Ville), Fernand Spier (Luxembourg-Ville), Norbert Theis + (Esch-sur-Alzette), Édouard Thibold + (Echternach), Georges Thill (Gonderange), Raymond Waringo + (Bettembourg) et Pierre Ziesaire (Bridel). Fernand Spier était président, Pierre Ziesaire vice-président, John. J. Muller secrétaire et Georges Thill trésorier.
En 2007, le siège social de l’association a été transféré à Waldbillig.

## Bulletin
La SPL publie depuis 1979 un périodique scientifique, le Bulletin de la Société préhistorique luxembourgeoise. Depuis 1991, le Bulletin a pour sous-titre « Revue interrégionale de pré- et protohistoire ». Les travaux récents sur la préhistoire (au sens large du terme) au Luxembourg, mais aussi à l’étranger, y sont publiés. À fin 2016, 37 volumes avaient été édités.

## Autres activités
L'association organise aussi des conférences et colloques, des visites guidées et des expositions. Fin 2014, elle comptait 195 membres.